# 无关普门
无关普门禪師（むかんふもん，1212年—1292年1月3日），法名玄悟，謚號大明國師，日本镰仓时代著名临济宗僧人。
无关普门出生于信浓国，1225年在越后国出家，1231年在长野国长乐寺受戒。1251年赴南宋留学，1261年回国，1281年成为东福寺住持。1291年，龟山天皇创建南禅寺，无关普门成为其首任住持，不久逝世。